# Cumbuca
Uma cumbuca, ou cuiambuca, é uma vasilha feita com o fruto da cueira. O nome, de origem na língua tupi, significa "cuia fendida", de kuia, mais o verbo puk, fender  (o mesmo verbo encontrado em Pernambuco, nome de estado).